# Paulo Trigo Pereira
Paulo Trigo Cortez Pereira (Lisboa, 3 de novembro de 1959) é um economista, professor universitário e ex-deputado português, reconhecido pelo seu trabalho académico em economia pública, finanças públicas e instituições e políticas públicas, bem como pela sua participação cívica e política em Portugal. É Professor Catedrático no ISEG – Lisbon School of Economics & Management, tendo sido deputado à Assembleia da República na XIII Legislatura (2015–2019). 

## Carreira Universitária
Paulo Trigo Pereira licenciou-se em Economia no ISEG (1982), obteve o grau de Mestre em Sociologia e Economia Históricas pela Universidade Nova de Lisboa (1988) e doutorou-se em Filosofia pela University of Leicester (1994), com equivalência ao grau de doutor em Economia pela Universidade Técnica de Lisboa (1995). Foi agregado pela Universidade Técnica de Lisboa (ISEG) em 1999.
Atualmente é Professor Catedrático no ISEG (desde 2012), onde coordena o Mestrado em Economia e Políticas Públicas, o Programa Sócrates-Erasmus e o Programa de Doutoramento em Economia. É membro eleito do Conselho de Escola do ISEG e do Conselho de Departamento de Economia.
Foi investigador visitante em várias instituições internacionais, incluindo Yale University, New York University, University of Amsterdam, London School of Economics e University of Leicester. 

## Atividades e Participação Cívica
Para além da atividade académica, Paulo Trigo Pereira destacou-se na vida pública e cívica, tendo sido deputado na XIII Legislatura pelo Partido Socialista. Fez parte das Comissões Parlamentares de Assuntos Europeus como Suplente, de Orçamento, Finanças e Modernização Administrativa como Vice-Presidente, e de Inquérito à Recapitalização da Caixa Geral de Depósitos e à Gestão do Banco como Vice-Presidente. Em dezembro de 2018, assumiu a figura de deputado não-inscrito em grupo parlamentar durante o resto da legislatura.
Foi ainda coordenador de vários projetos de consultoria para o Governo de Portugal, nomeadamente enquanto Coordenador do Grupo de Trabalho para a Revisão da Lei das Finanças Locais; Membro da Comissão Técnica para a Reforma da Administração Central; responsável pela Auditoria, Proposta de Reestruturação Administrativa, no âmbito do PRACE do Ministério da Economia e Inovação - MEI; Assessor da Secretaria de Estado do Desenvolvimento Regional; entre outros.
Para a União Europeia, elaborou o Relatório para Comissão Europeia (DGXXI), ISEG (1996) Local Public Finance in Europe: the Case of Portugal.
É sócio fundador e Presidente da Direção do Institute of Public Policy – Thomas Jefferson – Correia da Serra, onde lidera projetos como o Índice de Justiça Intergeracional em Portugal, em parceria com a Fundação Calouste Gulbenkian, ou o manifesto “Reformar o Sistema Eleitoral, Renovar a Democracia”. Também integrou órgãos dirigentes da DECO (Associação Portuguesa para a Defesa do Consumidor) e da Associação Agostinho da Silva.
Foi ainda responsável pela coordenação da área financeira do Projeto “Plano de Desenvolvimento Estratégico do Concelho de Sintra”, para a Câmara Municipal de Sintra. 

## Prémios e Bolsas de Investigação
- Prémio Melhor Livro de Economia e Gestão 2012 atribuído pelo Diário Económico ao livro Portugal: Dívida Pública e Défice Democrático.
- Bolseiro da Fundação Calouste Gulbenkian, Fundação para a Ciência e a Tecnologia, e da Fundação Luso-Americana para o Desenvolvimento, para atividades de investigação e estadias académicas internacionais.

## Publicações
Paulo Trigo Pereira é autor de múltiplos livros, artigos científicos com arbitragem, capítulos de livros, entre outros. A sua produção académica incide nas áreas da escolha pública, finanças públicas, economia institucional, sistemas eleitorais e governança democrática. 

### Artigos científicos (com arbitragem)
Pereira, P. T. e Silva, J. A. (2009). "Citizens’ Freedom to Choose Representatives: Ballot Structure, Proportionality and Fragmented Parliaments". Electoral Studies, 28(1), 101–110.
Pereira, P. T., Silva, N. e Silva, J. A. (2006). "Positive and Negative Reciprocity in the Labor Market". Journal of Economic Behavior and Organization, 59(3), 406–422. · Corte-Real, P. e Pereira, P. T. (2004). “The voter who wasn’t there: referenda, representation and abstention”. Social Choice and Welfare, 22(2), 349–369.
Pereira, P. T. e Silva, J. A. (2001) “Subvenções para os Municípios: um novo modelo de equilíbrio financeiro”, Notas Económicas, 15
Pereira, P. T. (2000) "From Schumpeterian Democracy to Constitutional Democracy", Constitutional Political Economy, 11, 69-86
Pereira, P.T. (1997) “A teoria da escolha pública: uma abordagem neo-liberal?”, in Análise Social, vol. XXXII (141), p. 419-442
Pereira, P.T. (1996) "A Politico-Economic Approach to Intergovernmental Lump-sum Grants", Public Choice, 88, pg. 185-201
Pereira, P. T. (1995) "On the 30th Anniversary of the Logic of Collective Action: an Interview with Mancur Olson", Estudos de Economia, XV, 3, p. 311-316
Pereira, P.T. (1991) "Preferences and Demand for Local Public Goods: Misplaced Emphasis? " Estudos de Economia vol. XI, nº4, p.491-503

### Livros
Pereira, P. T. e Silva, J. A. (2001) “Subvenções para os Municípios: um novo modelo de equilíbrio financeiro”, Notas Económicas, 15
Pereira, P. T. (2000) "From Schumpeterian Democracy to Constitutional Democracy", Constitutional Political Economy, 11, 69-86 
Pereira, P.T. (1997) “A teoria da escolha pública: uma abordagem neo-liberal?”, in Análise Social, vol. XXXII (141), p. 419-442
Pereira, P.T. (1996) "A Politico-Economic Approach to Intergovernmental Lump-sum Grants", Public Choice, 88, pg. 185-201 
Pereira, P. T. (1995) "On the 30th Anniversary of the Logic of Collective Action: an Interview with Mancur Olson", Estudos de Economia, XV, 3, p. 311-316
Pereira, P.T. (1991) "Preferences and Demand for Local Public Goods: Misplaced Emphasis? " Estudos de Economia vol. XI, nº4, p.491-503

### Capítulos e outros artigos
Pereira, P. T. e Silva, J. A. (2001) “Subvenções para os Municípios: um novo modelo de equilíbrio financeiro”, Notas Económicas, 15
Pereira, P. T. (2000) "From Schumpeterian Democracy to Constitutional Democracy", Constitutional Political Economy, 11, 69-86
Pereira, P.T. (1997) “A teoria da escolha pública: uma abordagem neo-liberal?”, in Análise Social, vol. XXXII (141), p. 419-442
Pereira, P.T. (1996) "A Politico-Economic Approach to Intergovernmental Lump-sum Grants", Public Choice, 88, pg. 185-201
Pereira, P. T. (1995) "On the 30th Anniversary of the Logic of Collective Action: an Interview with Mancur Olson", Estudos de Economia, XV, 3, p. 311-316
Pereira, P.T. (1991) "Preferences and Demand for Local Public Goods: Misplaced Emphasis? " Estudos de Economia vol. XI, nº4, p.491-503

### Working papers e policy papers
Pereira, P. T. e Silva (2008) “Intergovernmental Grant Rules, the "Golden Rule" of Public Finance and Local Expenditures" WP nº42/2008/DE/UECE
Mota, G. Leite e Pereira, P. (2008) “Happiness, Economic Well-being, Social Capital and the Quality of Institutions” WP nº40/2008/DE/UECE
Pereira, P. T. e Pontes, J. P. (1999) “Kantians, selfish and ‘nice’ agents: some implications to normative public choice”, Documento de Trabalho WP 2/1999/DE/CISEP, ISEG
Pereira, P. T. (1995) “Towards the Reform of Local Finance: the case of Portugal” Documento de Trabalho nº 3/95, ISEG
Pereira, P. T. (1994) "Congestion Function, Crowding Function and the "Publicness" of Local Services", Documento de Trabalho 7/94 (Cadernos de Económicas)
Pereira, P. T. (1986) "Ensaio de Aplicação da Análise em Componentes Principais ao Inquérito às Receitas e Despesas Familiares 1980-1981" Documento de Trabalho 20, CEMAPRE, ISEG

### Artigos de opinião
Publicou dezenas de artigos de opinião nos jornais Observador e Público, abordando temas de economia política, ética pública, descentralização e reformas democráticas. Entre os artigos mais notáveis estão:
- “As democracias estão em declínio. E a nossa?”
- “Ética, transparência e leis”
- “PEC III Como Chegámos Até Aqui?”